# Lukas Lerager
Lukas Reiff Lerager (* 12. Juli 1993 in Gladsaxe) ist ein dänischer Fußballspieler. Der Mittelfeldspieler steht beim dänischen Erstligisten FC Kopenhagen unter Vertrag.

## Karriere

### Verein

#### Akademisk Boldklub/AB Gladsaxe und Viborg FF (2011 bis 2016)
Lukas Lerager spielte in seiner Jugend für Akademisk Boldklub und gehörte ab 2011 zur ersten Mannschaft. Am 14. August 2011 erzielte er bei seinem Debüt im Herrenbereich sein erstes Tor beim 2:2 im Auswärtsspiel gegen Jammerbugt FC mit dem Treffer zum 1:0. In seiner ersten Saison kam Lerager zu 18 Einsätzen und zwei Toren. In der Folgesaison spielte er für den Verein, der mittlerweile AB Gladsaxe hieß, in 26 Partien (ein Tor). Im Sommer 2013 wechselte Lerager in die Superliga (die höchste Spielklasse) und schloss sich Viborg FF an. Am 26. Juli 2013 gab er beim 1:1 im Auswärtsspiel gegen den FC Nordsjælland sein Debüt. In seiner ersten Erstligasaison spielte Lerager in 19 Partien.  Er kam in dieser Saison in einer Partie im dänischen Pokal zum Einsatz und zu 19 Einsätzen in der Liga. In der Folgesaison spielte er zweimal im dänischen Pokalwettbewerb (ein Tor beim 5:1-Sieg in der zweiten Runde gegen BK Marienlyst) und in 31 Partien in der dänischen Liga.

#### SV Zulte Waregem und Girondins Bordeaux (seit 2016)
2016 wechselte Lerager nach Belgien zum SV Zulte Waregem. Am 30. Juli 2016 spielte er beim 3:0-Sieg am ersten Spieltag gegen die AS Eupen zum ersten Mal für den Verein und erzielte am 24. September im Auswärtsspiel gegen KV Mechelen mit den Treffern zum 1:2 und zum 3:2-Sieg seine ersten beiden Tore. Lerager kam zu fünf Einsätzen im belgischen Pokalwettbewerb, zu 29 Einsätzen (drei Tore) in der regulären Saison und zu zehn in den Meisterschaftsplayoffs. 
Im Sommer 2017 wechselte er nach Frankreich zu Girondins Bordeaux. Sein Vertrag lief bis 2021. Seinen Einstand absolvierte Lerager am 27. Juli 2017 beim 2:1-Sieg im Hinspiel in der dritten Qualifikationsrunde zur Europa League gegen Videoton FC. Nach einer 0:1-Niederlage im Rückspiel schied Girondins Bordeaux wegen der Auswärtstorregel aus. In seiner ersten Saison für die Aquitanier spielte Lerager in 37 Punktspielen (drei Tore) sowie in jeweils einer einzigen Partie im Ligapokal und im französischen Pokal. Girondins Bordeaux qualifizierte sich als Tabellensechster für die dritte Qualifikationsrunde zur UEFA Europa League.
Bordeaux lieh in anfangs des Jahres 2019 an den CFC Genua aus, die ihn anschließend fest verpflichteten. 2021 wechselte Lerager dann zum FC Kopenhagen.

### Nationalmannschaft
Lerager absolvierte drei Partien für die dänische U-18-Nationalmannschaft, jeweils sechs Spiele für die U-19- und die U-20- sowie eine für die U-21-Nationalelf. Am 6. Juni 2017 gab er beim 1:1 im Testspiel in Brøndby gegen Deutschland mit seiner Einwechslung in der 65. Minute für Christian Eriksen sein Debüt für die dänische A-Nationalmannschaft.

## Erfolge
SV Zulte Waregem
- Belgischer Pokalsieger: 2017

FC Kopenhagen
- Dänischer Meister: 2022, 2023
- Dänischer Fußballpokal: 2022/23